# 負の熱膨張
負の熱膨張（ふのねつぼうちょう、Negative thermal expansion, NTE）とは、通常の物質が熱せられると膨張するのとは逆に、特定の物質では熱せられると収縮するという珍しい物理化学的過程をいう。負の熱膨張を示す物質は工学的、フォトニクス的、電子工学的、構造工学的に様々な応用可能性を秘めている。 例えば、負の熱膨張材料を「通常の」熱膨張を示す材料と混合することにより、熱膨張しない複合材料を作ることが可能である。

## 負の熱膨張の起源
温度上昇に伴って収縮を生じさせるような物理過程は、横振動モードや剛体単位モード、相転移など様々なものが考えられる。
近年、劉ら はエントロピーの高い、高圧小体積構造が安定相マトリックスの中に熱ゆらぎを通じて存在することに起因して負の熱膨張が生じることを示した。彼らは、セリウムにおける巨大な正の熱膨張と Fe3Pt におけるゼロ熱膨張および無限の負の熱膨張を予測することができた。

## 最密充填系における負の熱膨張
負の熱膨張は通常、指向性の相互作用をもつ非最密充填系（氷、グラフェンなど）や複雑な化合物（Cu2O, ZrW2O8、β-石英、ゼオライトの一種など）において観察される。しかし、ある論文では、二体中心力相互作用のみを持つ単一成分最密充填格子においても負の熱膨張が生じることが示されている。ポテンシャルが次のような十分条件を見たせば負の熱膨張が生じることが示唆されている。
{\displaystyle \Pi '''(a)>0}
ここで、{\displaystyle \Pi } は二体原子間ポテンシャル、{\displaystyle a} は平衡距離である。この条件は一次元では必要十分条件であるが、二次元および三次元では十分条件ではあるが必要条件ではない。ある論文では「近似的」必要十分条件を以下のように導出している。
{\displaystyle \Pi '''(a)a>-(d-1)\Pi ''(a)}
ここで {\displaystyle d} は空間次元を表す。上式より、二次元および三次元では二体相互作用をもつ最密充填系における負の熱膨張はポテンシャルの三階微分がゼロもしくは負でも実現しうる。ここで、一次元と多次元は定性的に異ることに注意が必要である。一次元では熱膨張は原子間ポテンシャルの非調和性によってのみ引き起こされる。したがって、熱膨張率の符号はポテンシャルの三階微分の符号のみによって決定される。多次元の場合、幾何学的な非線形性も存在し、例えば原子間ポテンシャルが調和ポテンシャルである場合にも格子振動は非線形である。この非線形性が熱膨張に寄与する。したがって、多次元の場合には条件内に {\displaystyle \Pi ''} および {\displaystyle \Pi '''} が含まれる。

## 応用
実用化
高強度ポリエチレン繊維(DF)を強化繊維として用いた繊維強化複合材料（繊維強化プラスチックの一種）は既存の他材料と比較し加工性と剛性に優れ、超伝導マグネットへ用の極低温用高性能スペーサーとして実用化されている。
研究段階
工学上、および日常生活上も熱膨張は多くの問題を生じさせるため、材料の熱膨張物性を制御できれば数多くの応用可能性がある。一つの単純な例としては、歯の詰め物は歯そのものとは熱膨張の量が異なることが多いため、熱い飲み物を飲んだ際に歯痛の原因になりうる。正の熱膨張材料と負の熱膨張材料を混合すればエナメル質の熱膨張率と正確に合わせた熱膨張率をもつ複合材料を作ることができる。

## 材料
立方晶タングステン酸ジルコニウム(ZrW2O8)
この化合物は、 0.3 K から熱分解点の 1050 K までの温度範囲で連続的に収縮する。この振る舞いを示す材料としては、AM2O8 の組成式を持つ他の化合物（A = Zr または Hf, M = Mo または W）および ZrV2O7 などがある。A2(MO4)3 も制御可能な負の熱膨張を示す。
氷
六方晶および立方晶において低温領域（–200 ℃以下）で負の熱膨張を示す。液相でも、純水は 3.984 ℃ 以下で負の熱膨張を示す。
ゴム弾性体
通常の温度で負の熱膨張を示すが、その理由はほとんどの他の材料とは異なる。単純に言えば、長鎖ポリマーがエネルギーを吸収すると、よりゆがんだ配置となり、材料の体積が減少する。
石英 (SiO2) と多くのゼオライト
特定の温度範囲で負の熱膨張を示す。
非常に純度の高いシリコン (Si)
およそ 18 K から 120 K の間で負の熱膨張率をもつ。
立方晶フッ化スカンジウム(III)
フッ化物イオンの4次振動により説明される負の熱膨張を示す。フッ化物イオンの屈曲変位により蓄えられるエネルギーは、他のほとんどの材料では変位角の2乗に比例するのに対して、変位角の4乗に比例する。一つのフッ素原子は二つのスカンジウム原子に結合しており、温度が上がるにつれてフッ素原子は結合の方向と直交する方向への振動を強くしていく。このことにより両側のスカンジウム原子が引き付けられ、全体として材料が収縮する。ScF3 が負の熱膨張を示す温度範囲は 10 K から 1100 K であり、それよりも高い温度領域では正の熱膨張を示す。
高強度ポリエチレン繊維(DF)。
ほか
秋吉大理石
白金ハロゲン架橋混合原子価錯体({\displaystyle {\ce {WRS[Pt(C2H5NH2)4][PtCl2(C2H5NH2)4]Cl4.4H2O}}})

## 関連文献
- Miller, W.; Smith, C. W.; MacKenzie, D. S.; Evans, K. E. (2009). “Negative thermal expansion: a review”. Journal of Materials Science 44 (20):  5441–5451. Bibcode: 2009JMatS..44.5441M. doi:10.1007/s10853-009-3692-4.
- Li, J.; Yokochi, A.; Amos, T. G.; Sleight, A. W. (2002). “Strong Negative Thermal Expansion along the O−Cu−O Linkage in CuScO2”. Chemistry of Materials 14 (6):  2602–2606. doi:10.1021/cm011633v.
- Noailles, L. D.; Peng, H.-h.; Starkovich, J.; Dunn, B. (2004). “Thermal Expansion and Phase Formation of ZrW2O8 Aerogels”. Chemistry of Materials 16 (7):  1252–1259. doi:10.1021/cm034791q.
- Grzechnik, A.; Crichton, W. A.; Syassen, K.; Adler, P.; Mezouar, M. (2001). “A New Polymorph of ZrW2O8 Synthesized at High Pressures and High Temperatures”. Chemistry of Materials 13 (11):  4255–4259. doi:10.1021/cm011126d.
- Sanson, A.; Rocca, F.; Dalba, G.; Fornasini, P.; Grisenti, R.; Dapiaggi, M.; Artioli, G. (2006). “Negative thermal expansion and local dynamics in Cu2O and Ag2O”. Physical Review B 73 (21):  214305. Bibcode: 2006PhRvB..73u4305S. doi:10.1103/PhysRevB.73.214305.
- Bhange, D. S.; Ramaswamy, Veda (2006). “Negative thermal expansion in silicalite-1 and zirconium silicalite-1 having MFI structure”. Materials Research Bulletin 41 (7):  1392–1402. doi:10.1016/j.materresbull.2005.12.002.
- Fisher D.J. (2018). "Negative Thermal Expansion Materials". Materials Research Foundations. 22. doi:10.21741/9781945291494